# Серговский, Павел Семёнович
Павел Семёнович Серговский (1912—1992) — доктор технических наук, профессор. Участник Великой Отечественной войны.

## Биография
Павел Семенович Серговский родился в 1912 году. Когда началась Великая Отечественная война, ушёл добровольцем на фронт. Участвовал в боях на Ленинградском фронте в составе Фрунзенской дивизии народного ополчения. В 1942 году был ранен и демобилизован.
Был создателем кафедры гидротермической обработки и консервирования древесины Мытищинского филиала Московского государственного технического университета им. Н. Э. Баумана, которую возглавлял 30 лет. Автор учебника (4 издания) и монографий. В 1977 году создал Отраслевую лабораторию по сушке древесины. Был основателем научной школы в областях кинетики, статики процессов и режимов сушки древесины, получившей широкое признание. Был научным руководителем более 25 кандидатских и докторских диссертаций.
Павел Семёнович Серговский умер в 1992 году.

## Основные работы
- «Гидротермическая обработка и консервирование древесины: учебник для вузов» (1987).

## Награды
- Орден Отечественной войны I степени[3];
- Медаль «За боевые заслуги»;
- Медаль «За оборону Ленинграда»;
- Медаль За победу над Германией в Великой Отечественной войне 1941—1945 гг.".